# エルファネット
エルファネットは総聯映画製作所が運営していたサイトで、朝鮮中央テレビ（KRT）のニュースや朝鮮民主主義人民共和国の映画、音楽、スポーツなどの動画コンテンツを配信していた。2013年に開設したエルファテレビに引き継がれている。 エルファ（에루화）は歌う時に興に乗って出す朝鮮語の囃し言葉。